# Coelorinchus gladius
Coelorinchus gladius är en fiskart som beskrevs av Gilbert och Cramer, 1897. Coelorinchus gladius ingår i släktet Coelorinchus och familjen skolästfiskar. Inga underarter finns listade i Catalogue of Life.